# Otumba peruviana
Otumba peruviana är en insektsart som beskrevs av Bruner, L. 1910. Otumba peruviana ingår i släktet Otumba och familjen torngräshoppor. Inga underarter finns listade i Catalogue of Life.